# Orlando Ribeiro
Orlando da Cunha Ribeiro GOSE • GOIP (Santa Isabel, Lisboa, 16 de Fevereiro de 1911 – Vale de Lobos, Almargem do Bispo, Sintra, 17 de Novembro de 1997) foi um geógrafo e historiador português.
Ribeiro dedicou toda a sua vida ao ensino e investigação em Geografia, e é a justo título considerado como o renovador desta ciência em Portugal. Foi também o geógrafo português do século XX com mais projeção a nível internacional. A sua vasta obra inclui não só estudos científicos na Geografia, mas revela também uma diversidade de interesses intelectuais invulgares.

## Biografia

### Juventude e formação
Era filho do comerciante António da Cunha Ribeiro (Viseu, 1881 – 1965), proprietário da Drogaria Progresso, na Rua da Escola Politécnica, e de Palmira Ferreira da Cunha Carvella (Viseu, 1883 – 1916).
Orlando Ribeiro licenciou-se em Geografia e História em 1932 e veio a doutorar-se em 1935 pela Faculdade de Letras da Universidade de Lisboa com a tese A Arrábida, esboço geográfico. 

### Carreira

#### Percurso nacional
Entre 1937 e 1940 (durante a guerra) viveu em Paris, e trabalhou na Sorbonne, com Marc Bloch, Emmanuel de Martonne e A. Demangeon. Em 1940, foi nomeado Professor da Faculdade de Letras da Universidade de Coimbra, mas rapidamente se instalou em Lisboa. Em 1943, já em Lisboa, fundou o Centro de Estudos Geográficos da Universidade de Lisboa, o qual iria dirigir até 1974.
Da sua intensa atividade científico-académica destaca-se Portugal, o Mediterrâneo e o Atlântico. Em 1966, o Centro de Estudos Geográficos começou a publicar a revista Finisterra, que foi e continua a ser a principal publicação da Geografia portuguesa, com projecção internacional. Também colaborou na Revista Municipal de Lisboa (1939-1973) e na revista luso-brasileira Atlântico. 
O interesse intelectual de Ribeiro pela História, Antropologia e Etnografia foi desenvolvido essencialmente enquanto discípulo de David de Melo Lopes e de Leite de Vasconcelos. Ribeiro lançou-se também na Geologia com Carlos Teixeira. Trabalhou ainda com Juvenal Esteves, Barahona Fernandes e Celestino da Costa.

#### Percurso internacional[3]
Liderou várias missões de Geografia Física e Humana a Guiné, Cabo Verde, Goa, Angola e Moçambique, organizadas pela Junta de Investigações do Ultramar a partir de 1947.
A organização do XVI Congresso Internacional de Geografia em Lisboa, permitiu-lhe tornar-se Vice-Presidente da União Geográfica Internacional.
O seu percurso internacional culminou em quatro títulos de doutor honoris causa por universidades estrangeiras, bem como uma distinção honorífica francesa (ver abaixo).

### Vida familiar
A 30 de novembro de 1936, casou primeira vez civilmente, em Lisboa, com Maria Chambers Ramos (Foz do Douro, Porto, 1905 – 1984), doméstica, filha de Manuel Maria de Oliveira Ramos, que foi professor de Orlando Ribeiro, e de Inês Chambers Ramos (Cedofeita, Porto, 9 de Outubro de 1870 – 23 de Junho de 1961), doméstica. Deste casamento nasceram Maria Manuela (1937), António (1939), Ana Maria (1941) e os gémeos Manuel e Fernando (1946). Por sentença transitada em julgado a 5 de maio de 1965, os dois divorciaram-se litigiosamente, por já estarem separados há, pelo menos, 10 anos consecutivos.
Em 1965 casou segunda vez com a geógrafa francesa Suzanne Daveau. Colaboraram cientificamente ao longo das suas vidas.
Pai do geólogo e lente da FC/UL António Ribeiro.

## Homenagens e Reconhecimento
Recebeu o grau de:
- Grande-Oficial da Ordem da Instrução Pública a 7 de Agosto de 1981;
- Grande-Oficial da Ordem Militar de Sant'Iago da Espada a 20 de Junho de 1987.[8]
- Chevalier de la Légion d’Honneur[3]

Foi Doutor Honoris Causa pelas seguintes universidades: 
- Universidade do Rio de Janeiro;
- Universidade de Bordéus;
- Universidade de Coimbra;
- Universidade Complutense de Madrid;
- Universidade de Sorbonne Paris.

Por deliberação da Câmara Municipal de Lisboa, em 1997 foi atribuído o seu nome a uma rua no Paço do Lumiar, entre a Rua Professor Alfredo de Sousa e a Rua Professor Fernando de Mello Moser. Para além de Lisboa, o seu nome consta da toponímia de outras cidades, entre elas: Setúbal, Porto, Pinhal Novo, Vila Nova de Gaia, Tavira e Cascais. 
Tem uma Biblioteca com o seu nome em Telheiras, Lisboa. 

## Obras
- Finisterra
- A Arrábida. Esboço Geográfico, (1935)
- Contribuição para o estudo do pastoreio na Serra da Estrela (1941)
- Portugal o Mediterrâneo e o Atlântico, (1945)
- A Ilha do Fogo e as Suas Erupções, (1954 e 1960)
- Portugal, (1955)
- Mediterrâneo. Ambiente e Tradição, (1968)